# 航空自衛隊の基地一覧
航空自衛隊の基地一覧（こうくうじえいたいのきちいちらん）は、日本の航空自衛隊における基地の一覧である。

## 北部防衛区域
- 千歳基地（北海道千歳市）
  - 長沼分屯基地（北海道夕張郡長沼町）
- 三沢基地（青森県三沢市）
  - 稚内分屯基地（北海道稚内市）
  - 網走分屯基地（北海道網走市）
  - 根室分屯基地（北海道根室市）
  - 当別分屯基地（北海道石狩郡当別町）
  - 奥尻島分屯基地（北海道奥尻郡奥尻町）
  - 襟裳分屯基地（北海道幌泉郡えりも町）
  - 八雲分屯基地（北海道二海郡八雲町）
  - 大湊分屯基地（青森県むつ市）
  - 車力分屯基地（青森県つがる市）
  - 東北町分屯基地（青森県上北郡東北町）
  - 山田分屯基地（岩手県下閉伊郡山田町）
  - 加茂分屯基地（秋田県男鹿市）
  - 秋田分屯基地（秋田県秋田市）

## 中部防衛区域
- 松島基地（宮城県東松島市）
- 百里基地（茨城県小美玉市）
- 熊谷基地（埼玉県熊谷市）
- 十条基地（東京都北区）
- 市ヶ谷基地（東京都新宿区）
- 目黒基地（東京都目黒区）
- 府中基地（東京都府中市）
- 横田基地（東京都福生市）
- 入間基地（埼玉県狭山市・入間市）
  - 大滝根山分屯基地（福島県双葉郡川内村）
  - 霞ヶ浦分屯基地（茨城県土浦市）
  - 習志野分屯基地（千葉県船橋市）
  - 木更津分屯基地（千葉県木更津市）
  - 峯岡山分屯基地（千葉県南房総市）
  - 硫黄島分屯基地（東京都小笠原村）
  - 武山分屯基地（神奈川県横須賀市）
  - 佐渡分屯基地（新潟県佐渡市）
  - 新潟分屯基地（新潟県新潟市東区）
  - 輪島分屯基地（石川県輪島市）
  - 御前崎分屯基地（静岡県御前崎市）
  - 笠取山分屯基地（三重県津市）
  - 経ヶ岬分屯基地（京都府京丹後市）
  - 串本分屯基地（和歌山県東牟婁郡串本町）
- 静浜基地（静岡県焼津市）
- 浜松基地（静岡県浜松市中央区）
- 小牧基地（愛知県小牧市）
- 岐阜基地（岐阜県各務原市）
  - 高蔵寺分屯基地（愛知県春日井市）
  - 白山分屯基地（三重県津市）
  - 饗庭野分屯基地（滋賀県高島市）
- 小松基地（石川県小松市）
- 奈良基地（奈良県奈良市）

## 西部防衛区域
- 美保基地（鳥取県境港市）
- 防府北基地（山口県防府市）
- 防府南基地（山口県防府市）
- 築城基地（福岡県行橋市・築上郡築上町）
- 芦屋基地（福岡県遠賀郡芦屋町・岡垣町）
- 春日基地（福岡県春日市）
  - 高尾山分屯基地（島根県松江市）
  - 見島分屯基地（山口県萩市）
  - 土佐清水分屯基地（高知県土佐清水市）
  - 高良台分屯基地（福岡県久留米市）
  - 背振山分屯基地（佐賀県神埼市）
  - 海栗島分屯基地（長崎県対馬市）
  - 福江島分屯基地（長崎県五島市）
  - 高畑山分屯基地（宮崎県串間市）
  - 下甑島分屯基地（鹿児島県薩摩川内市）
- 新田原基地（宮崎県児湯郡新富町）

## 南西防衛区域
- 那覇基地（沖縄県那覇市）
  - 奄美大島分屯基地（鹿児島県奄美市）
  - 沖永良部島分屯基地（鹿児島県大島郡知名町）
  - 恩納分屯基地（沖縄県国頭郡恩納村）
  - 久米島分屯基地（沖縄県島尻郡久米島町）
  - 知念分屯基地（沖縄県南城市）
  - 与座岳分屯基地（沖縄県糸満市）
  - 宮古島分屯基地（沖縄県宮古島市）

## 設置予定の基地及び分屯基地
- 馬毛島基地 (仮称)（鹿児島県西之表市） - 2030年3月末頃完成予定

## 廃止された基地及び分屯基地
- 木更津基地（2013年8月1日廃止、同日入間基地に木更津分屯基地設置）
- 立川分屯基地（2023年3月16日廃止）

### 在日米軍関連
- 都道府県別の全ての米軍施設規模と都道府県別の米軍施設
- アメリカ空軍基地の一覧#アメリカ国外 - 在日米空軍の基地 (三沢・横田・嘉手納空軍基地 他)
- アメリカ海軍の陸上施設一覧#アメリカ国外 - 在日米海軍基地 (横須賀・佐世保海軍施設、厚木海軍航空施設 他)
- アメリカ海兵隊の陸上施設一覧#アメリカ国外 - 在日米海兵隊基地 (岩国・普天間海兵隊航空基地 他)
- Category:在日米軍基地